# Amphinemura bilolai
Amphinemura bilolai är en bäcksländeart som beskrevs av Aubert 1967. Amphinemura bilolai ingår i släktet Amphinemura och familjen kryssbäcksländor. Inga underarter finns listade i Catalogue of Life.